# Problemas del agua en los países en desarrollo

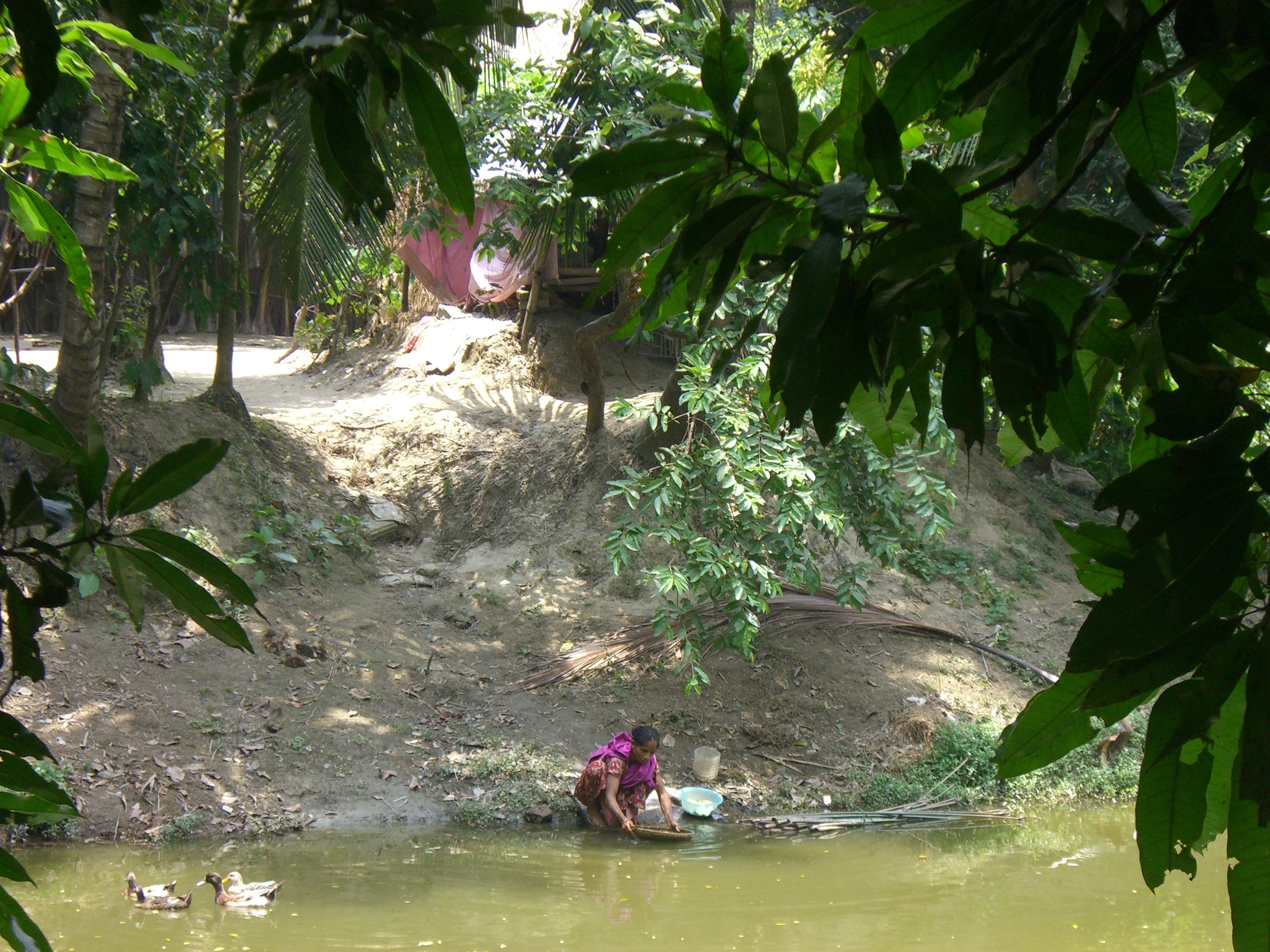
Mujer lavando al borde del agua en una aldea de Bangladés.

Los problemas del agua en los países subdesarrollados y en desarrollo incluyen la escasez de agua potable, la infraestructura deficiente para el acceso al agua, las inundaciones y las sequías, y la contaminación de los ríos y las grandes represas. Más de mil millones de personas en los países en desarrollo tienen un acceso inadecuado al agua potable. Las barreras para abordar los problemas del agua en los países en desarrollo incluyen la pobreza, el cambio climático y la mala gobernanza.
La contaminación del agua sigue siendo un problema importante debido a las prácticas sociales antihigiénicas que derivan en la contaminación de las fuentes de agua. Casi el 80 % de las enfermedades en los países en desarrollo son causadas por la mala calidad del agua y otros problemas relacionados con el agua que causan enfermedades mortales como el cólera, la malaria y la diarrea. Se estima que la diarrea acaba con la vida de 1,5 millones de niños cada año, la mayoría de los cuales son menores de cinco años.
El acceso al agua dulce se distribuye de manera desigual en todo el mundo, con más de dos mil millones de personas que viven en países con un estrés hídrico significativo. Según ONU-Agua, para 2025, 1800 millones de personas vivirán en zonas de todo el mundo con escasez total de agua Las poblaciones de los países en desarrollo intentan acceder al agua potable de una variedad de fuentes, como aguas subterráneas, acuíferos o aguas superficiales, que pueden contaminarse fácilmente. El acceso al agua dulce también se ve limitado por el tratamiento insuficiente de las aguas residuales. Se han logrado avances en las últimas décadas para mejorar el acceso al agua, pero miles de millones aún viven en condiciones con un acceso muy limitado a agua potable constante y limpia.

## Problemática

### Aumento de la demanda, la disponibilidad y el acceso
Las personas necesitan agua dulce para la supervivencia, el cuidado personal, la agricultura, la industria y el comercio. El Informe sobre el desarrollo de los recursos hídricos en el mundo de la ONU de 2019 señaló que alrededor de cuatro mil millones de personas, que representan casi dos tercios de la población mundial, experimentan una grave escasez de agua durante al menos un mes al año. Con el aumento de la demanda, la calidad y el suministro de agua han disminuido.
El uso del agua ha aumentado en todo el mundo en aproximadamente un 1 % anual desde la década de 1980. Se espera que la demanda mundial de agua continúe aumentando a un ritmo similar hasta 2050, lo que representa un aumento del 20-30 % por encima de los niveles de uso de 2019. El aumento constante en el uso se debe principalmente a la creciente demanda en los países en desarrollo y las economías emergentes. El uso de agua per cápita en la mayoría de estos países sigue estando muy por debajo del uso de agua en los países desarrollados; simplemente se están poniendo al día.
La agricultura (incluida la irrigación, la ganadería y la acuicultura) es, con diferencia, la actividad que más agua requiere, ya que representa el 69 % de las extracciones anuales de agua en todo el mundo. Es probable que la participación de la agricultura en el uso total de agua disminuya en comparación con otros sectores, pero seguirá siendo el mayor usuario en general en términos de extracción y consumo. La industria (incluida la generación de energía) representa el 19 % y los hogares el 12 %.
La escasez de recursos de agua dulce es un problema en las regiones áridas de todo el mundo, pero se está volviendo más común debido al compromiso excesivo de los recursos. En el caso de escasez física de agua, no hay suficiente agua para satisfacer la demanda. Las regiones secas no tienen acceso a agua dulce en lagos o ríos, mientras que el acceso a aguas subterráneas a veces es limitado. Las regiones más afectadas por este tipo de escasez de agua son México, el norte y el sur de África, Medio Oriente, India y el norte de China.
La escasez económica de agua se aplica a áreas que carecen de los recursos fiscales y/o la capacidad humana para invertir en fuentes de agua y satisfacer la demanda local. A menudo, el agua solo está disponible para quienes pueden pagarla o quienes tienen poder político, lo que deja sin acceso a millones de los más pobres del mundo. Las regiones más afectadas por este tipo de escasez son partes de América Central y del Sur, África Central, India y el Sudeste Asiático.

### Contaminación

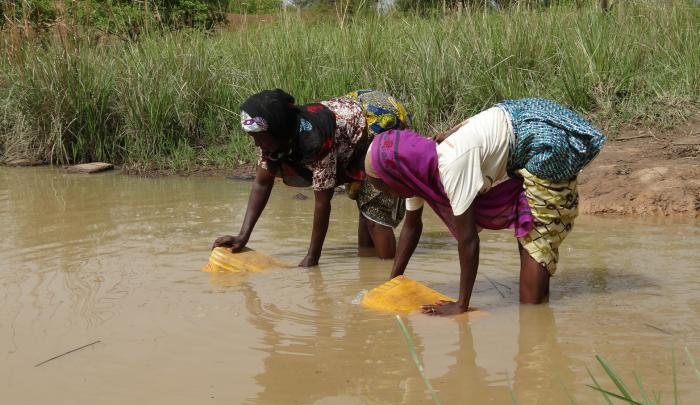
Mujeres recogiendo agua contaminada en Ghana.

Después de tener en cuenta la disponibilidad o el acceso, la calidad del agua puede reducir la cantidad de agua para consumo, saneamiento, agricultura e industria. La calidad aceptable del agua depende de su propósito previsto: el agua que no es apta para el consumo humano aún podría usarse en aplicaciones industriales o agrícolas. Algunas partes del mundo están experimentando un gran deterioro de la calidad del agua, lo que hace que el agua no sea apta para usos agrícolas o industriales. Por ejemplo, en China, el 54 % del agua superficial de la cuenca del río Hai está tan contaminada que se considera inservible.
El agua segura se define como agua potable que no daña al consumidor. Es uno de los ocho Objetivos de Desarrollo del Milenio: entre 1990 y 2015 «reducir a la mitad la proporción de población sin acceso sostenible a agua potable y saneamiento básico”. Incluso tener acceso a una «fuente de agua mejorada» no garantiza la calidad del agua, ya que podría carecer del tratamiento adecuado y contaminarse durante el transporte o el almacenamiento en el hogar. Un estudio realizado por la Organización Mundial de la Salud (OMS) encontró que las estimaciones de agua segura podrían sobreestimarse si se tuviera en cuenta la calidad del agua, especialmente si las fuentes de agua tenían un mantenimiento deficiente.

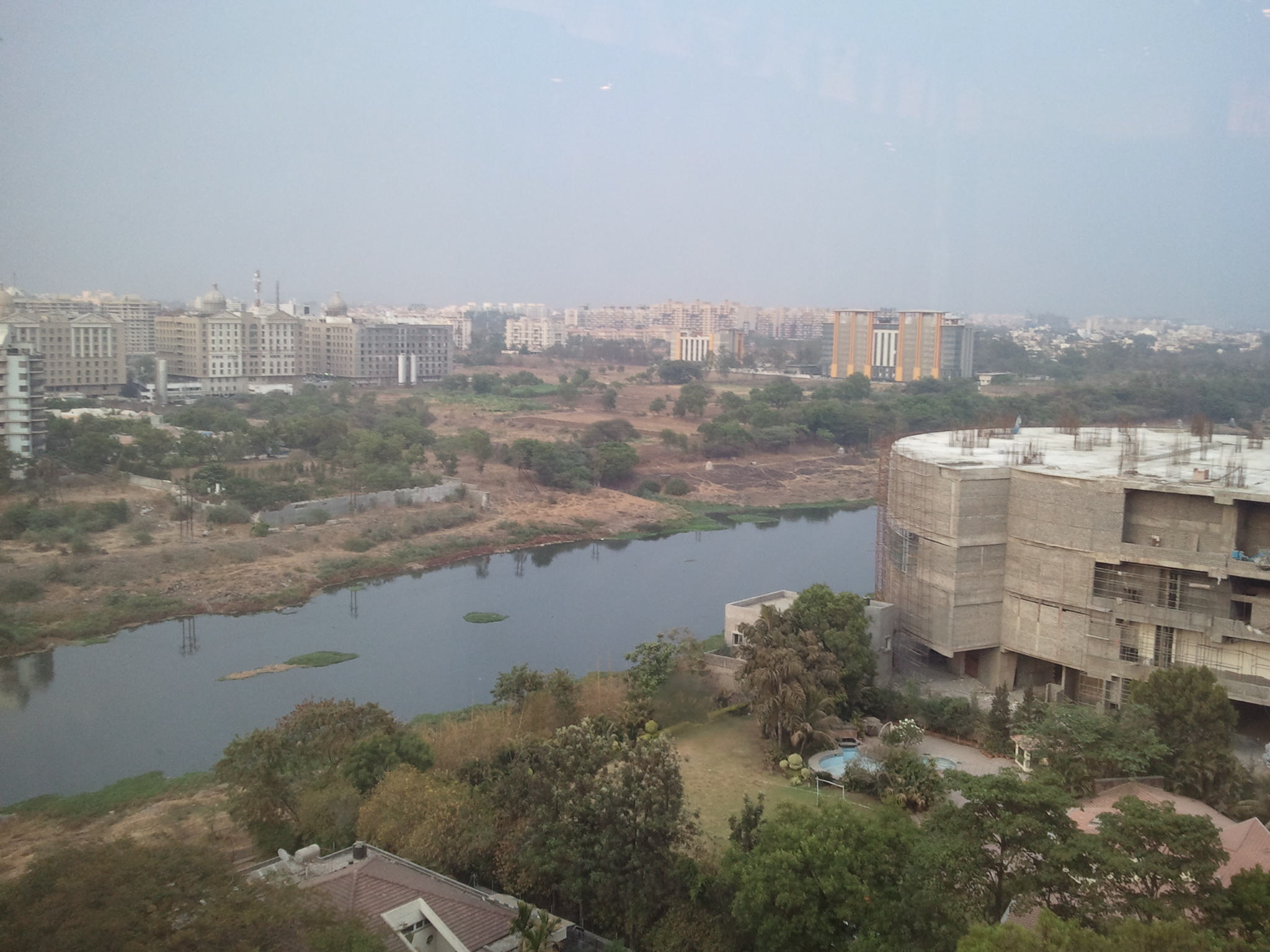
La escorrentía del desarrollo a lo largo del río en Pune, India, podría contribuir a reducir la calidad del agua.

Los contaminantes específicos de preocupación incluyen niveles inseguros de contaminantes biológicos y contaminantes químicos, incluidos:
- metales, incluidos el hierro y el arsénico
- materia orgánica
- sales
- virus
- bacterias
- protozoos
- parásitos[13][15]
- microorganismos patógenos
- pesticidas
- compuestos farmacéuticos[16]

Estos contaminantes pueden provocar enfermedades debilitantes o mortales transmitidas por el agua, como fiebre, cólera, disentería, diarrea y otras. Unicef cita la contaminación fecal y los altos niveles de arsénico y fluoruro naturales como dos de las principales preocupaciones sobre la calidad del agua en el mundo. Aproximadamente el 71 % de todas las enfermedades en los países en desarrollo son causadas por malas condiciones de agua y saneamiento. En todo el mundo, el agua contaminada provoca 4000 muertes por diarrea al día en niños menores de 5 años.
Unicef señala que las cualidades físicas no dañinas del agua, como el color, el sabor y el olor, podrían hacer que el agua se perciba como de mala calidad y que los usuarios previstos la consideren inutilizable.

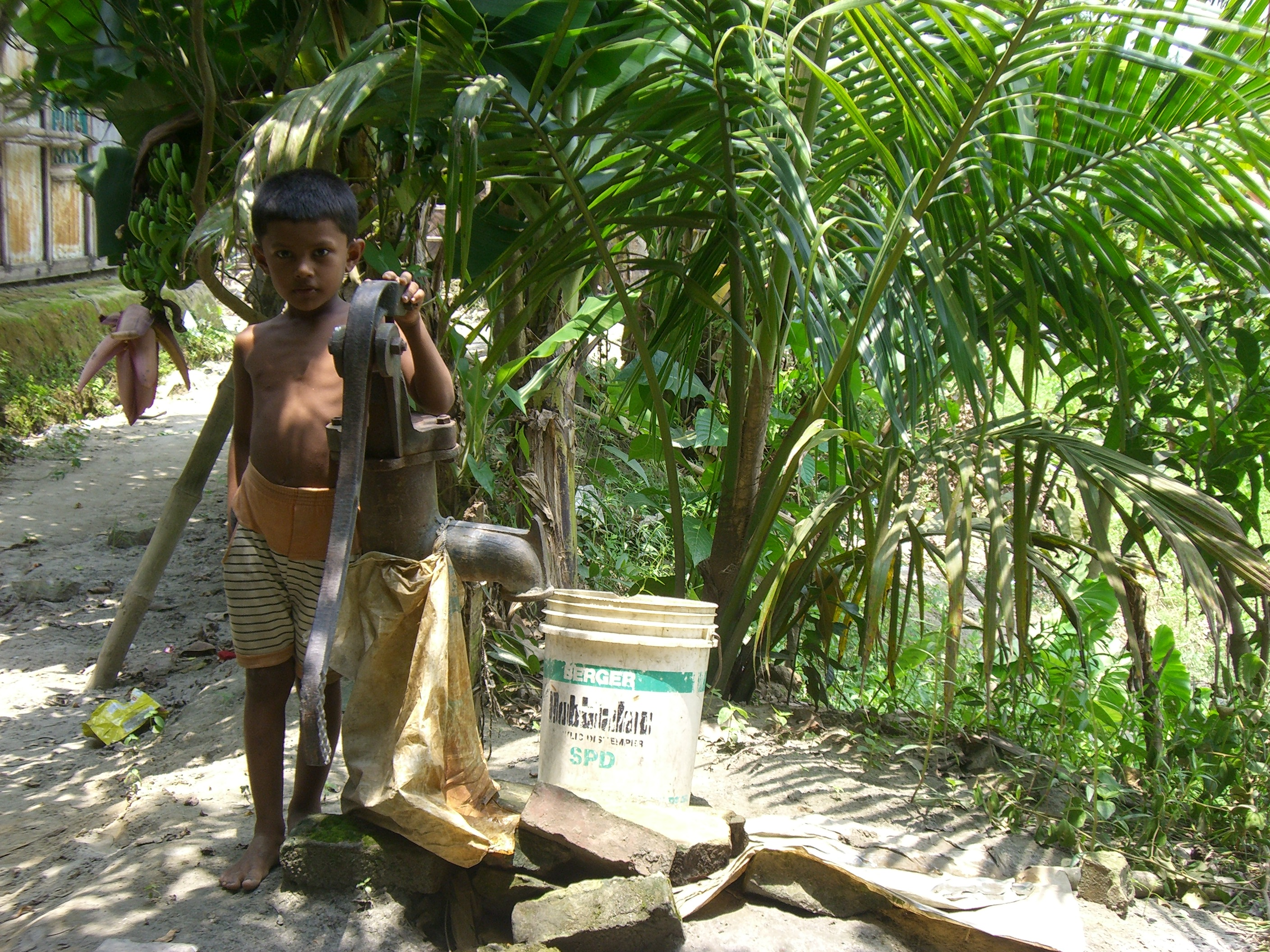
Niño de pie junto a una bomba de pozo en una aldea de Bangladés. Muchos de estos pozos tienen naturalmente altos niveles de arsénico.

El volumen de contaminantes puede abrumar la infraestructura o los recursos de un área para tratarlos y eliminarlos. Las normas culturales y las estructuras de gobierno también pueden contribuir a una mayor reducción de la calidad del agua. La calidad del agua en los países en desarrollo a menudo se ve obstaculizada por la falta o la aplicación limitada de:
- estándares de emisión
- normas de calidad del agua
- controles químicos
- controles de fuentes difusas (por ejemplo, escorrentía agrícola)
- incentivos basados en el mercado para el control de la contaminación/tratamiento del agua
- seguimiento y cumplimiento legal
- integración con otras preocupaciones relacionadas (gestión de residuos sólidos)
- regulación transfronteriza sobre cuerpos de agua compartidos
- capacidad de la agencia ambiental (debido a recursos o falta de voluntad política)
- comprensión/conciencia de los problemas y las leyes[20]

Más allá de la salud humana y la salud del ecosistema, la calidad del agua es importante para diversas industrias (como la generación de energía, los metales, la minería y el petróleo) que requieren agua de alta calidad para operar. El agua de menor calidad (ya sea por contaminación o escasez física de agua) podría afectar y limitar las opciones de tecnología disponibles para los países en desarrollo. Las reducciones en la calidad del agua tienen el doble efecto de no solo aumentar el estrés hídrico de las empresas industriales en estas áreas, sino que también aumentan la presión para mejorar la calidad de las aguas residuales industriales.
Sin embargo, las brechas en el tratamiento de aguas residuales (la cantidad de aguas residuales a tratar es mayor que la cantidad que realmente se trata) representan la contribución más significativa a la contaminación del agua y al deterioro de la calidad del agua. En la mayoría de los países en desarrollo, la mayor parte de las aguas residuales recolectadas se devuelve a las aguas superficiales directamente sin tratamiento, lo que reduce la calidad del agua. En China, solo se trata el 38 % de las aguas residuales urbanas de China y, aunque se trata el 91 % de las aguas residuales industriales de China, todavía libera una gran cantidad de toxinas en el suministro de agua.
La cantidad de posible tratamiento de aguas residuales también puede verse comprometida por las redes necesarias para llevar las aguas residuales a las plantas de tratamiento. Se estima que el 15 % de las instalaciones de tratamiento de aguas residuales de China no se utilizan al máximo de su capacidad debido a una red de tuberías limitada para recolectar y transportar aguas residuales. En São Paulo, Brasil, la falta de infraestructura de saneamiento provoca la contaminación de la mayor parte de su suministro de agua y obliga a la ciudad a importar más del 50 % de su agua de cuencas externas. El agua contaminada aumenta los costos operativos de un país en desarrollo, ya que el agua de menor calidad es más costosa de tratar. En Brasil, el agua contaminada del embalse de Guarapiranga cuesta 0,43 USD por 3 para tratarla hasta lograr una calidad utilizable, en comparación con solo 0,10 USD por 3 del agua proveniente de las montañas de Cantareira.

## Gestión segura del agua

### Planes de agua limpia
Para hacer frente a la escasez de agua, las organizaciones se han centrado en aumentar el suministro de agua dulce, mitigar su demanda y permitir la reutilización y el reciclaje. En 2011, la Organización Mundial de la Salud revisó sus directrices para la calidad del agua potable. Este documento, escrito para una audiencia de reguladores y formuladores de políticas de agua y/o salud, pretende ayudar en el desarrollo de estándares nacionales de calidad del agua potable. Las pautas incluyen objetivos basados en la salud, planes de seguridad del agua, vigilancia e información de apoyo sobre los aspectos microbianos, químicos, radiológicos y de aceptabilidad de los contaminantes comunes del agua potable. Además, el documento ofrece orientación sobre la aplicación de las pautas de calidad del agua potable en circunstancias específicas, incluidos grandes edificios, emergencias y desastres, viajeros, sistemas de desalinización, aviones y barcos, agua potable envasada y producción de alimentos.
Según la OMS, el acceso constante a un suministro de agua potable segura se puede lograr mediante el establecimiento de un sistema de PSA, o Planes de seguridad del agua, que determinan la calidad del suministro de agua para garantizar que sea segura para el consumo. El Manual del Plan de Seguridad del Agua, publicado en 2009 por la OMS y la Asociación Internacional del Agua, ofrece orientación a las empresas de agua (o entidades similares) a medida que desarrollan los PSA. Este manual brinda información para ayudar a las empresas de agua a evaluar su sistema de agua, desarrollar sistemas y procedimientos de monitoreo, administrar su plan, realizar revisiones periódicas del WSP y revisar el WSP luego de un incidente. El manual de WSP también incluye tres estudios de casos extraídos de iniciativas de WSP en tres países/regiones.